# بوکاینا دو سول
بوکاینا دو سول (به پرتغالی: Bocaina do Sul) یک منطقهٔ مسکونی در برزیل است که در سانتا کاتارینا واقع شده‌است. بوکاینا دو سول ۳٬۴۸۸ نفر جمعیت دارد.